# Курдиани, Соломон Захарович
Соломон Захарович Курдиани (груз. სოლომონ ზაქარიას ძე ქურდიანი, 1867, Сагареджо — 12 ноября 1937) — грузинский советский учёный-дендролог. Репрессирован в 1937 году.

## Биография

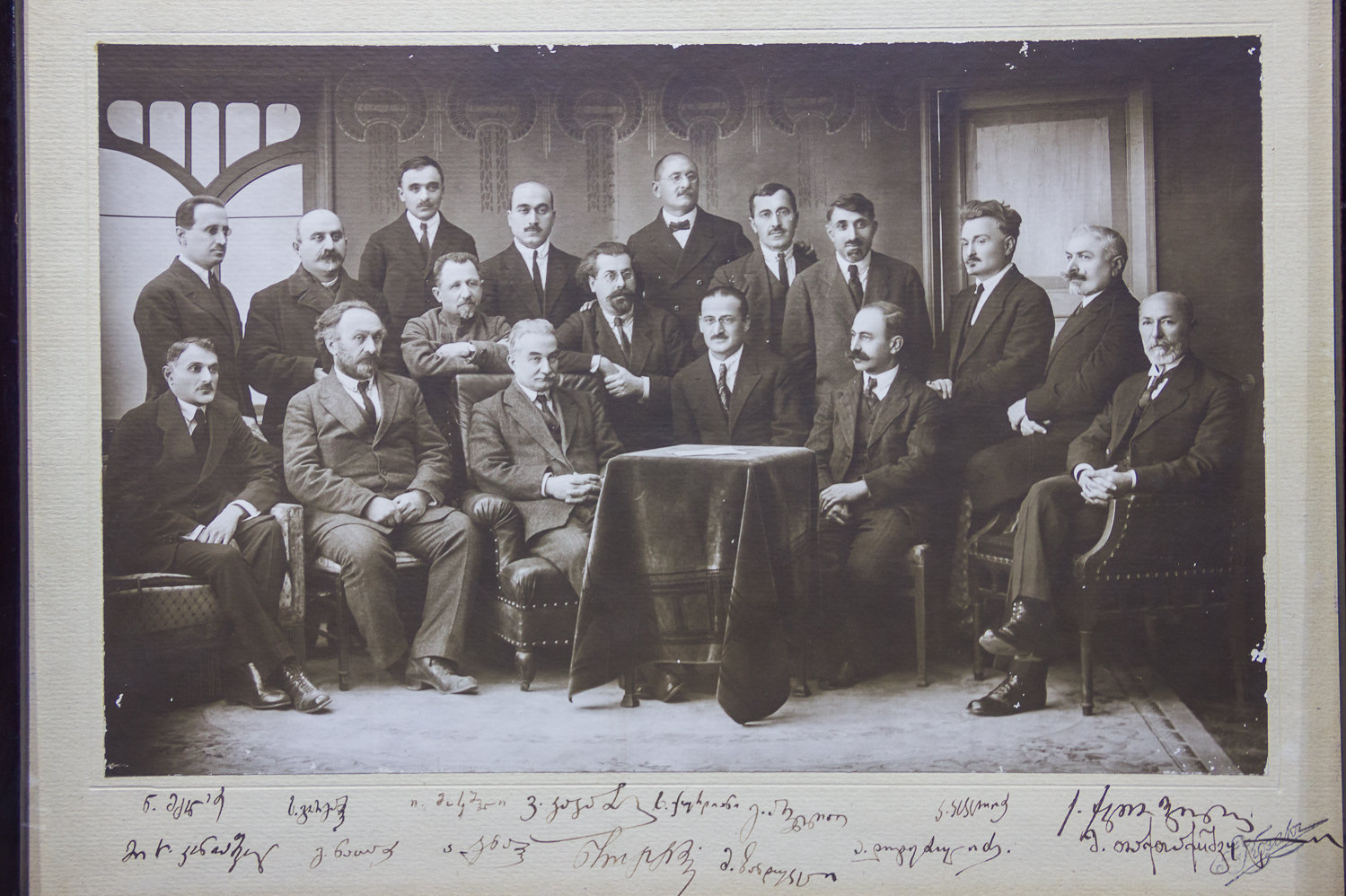
1918. Группа профессоров — основателей Тбилисского университета. Курдиани стоит пятый слева. В первом ряду третий слева — Иване Джавахишвили

Родился в семье сельского священника.
Высшее образование получил в Польше, в Ново-Александрийском институте сельского и лесного хозяйства. Окончил институт в 1900 году.
В 1918 году по приглашению Иване Джавахишвили вернулся на родину и занял должность профессора ботаники вновь созданного Грузинского национального университета.
В 1930 году выступил одним из организаторов Сельскохозяйственного института, а в 1933 году — Лесо-технического института. Под его руководством было проведено полное описание реликтовой рощи Пицунды, национальный парк Боржоми, лесов Лагодехи, Коруги, Нагвареви, Элдари, Батсары и Природного заповедника Мариамвари, названного в честь Курдиани. Создатель первой лесо-технической литературы на грузинском языке, «Энциклопедии лесного хозяйства», опубликованной в 1922 году, и «Справочника по дендрологии», опубликованного в 1931 году.
Активная критика вырубки лесов стоила ему жизни. В 1937 году он был объявлен «врагом народа», арестован и расстрелян. Место захоронения неизвестно.